# Benjamin Korstvedt
Benjamin M. Korstvedt est un musicologue américain, professeur à l'Université Saint-Thomas, à Saint-Paul dans le Minnesota, puis à l'Université Clark, à Worcester, né en 1963.

## Biographie
Il est diplômé en musique de l'Université Clark, à Worcester, depuis 1987, et docteur en musicologie de l'Université de Pennsylvanie depuis 1995. 
Il enseigne à l'Université Clark depuis 2002. En 2008, il est devenu professeur de musicologie dans cette université. Auparavant, il a enseigné à l'Université de St-Thomas, à Saint-Paul dans le Minnesota, puis à l'Université d'Iowa. Il est membre de la Société américaine de musicologie. 
Il est l'auteur d'une étude critique sur l'esthétique musicale du philosophe Ernst Bloch (1885-1977). Le livre, qui est le premier ouvrage en anglais sur le sujet, explique les principaux thèmes de la philosophie de la musique de Bloch, et les développe à partir de travaux sur Richard Wagner, Wolfgang Amadeus Mozart, Anton Bruckner et Johannes Brahms. 
Le professeur Korstvedt est aussi un spécialiste universitaire du compositeur Anton Bruckner (1824-1896). Ses travaux ont exploré l'ensemble des textes critiques autour de l'œuvre du compositeur, la réception de sa musique par la critique et les universitaires du Troisième Reich, la place de la musique de Bruckner dans la culture viennoise, ainsi que la forme et le sens des symphonies du maître. Il a publié de nombreux articles sur ces sujets, qu'il a présentés au cours de conférences aux États-Unis, au Canada, en Angleterre, en Allemagne, en Hongrie et en Autriche. 
En 2000, il a publié un ouvrage sur la Symphonie nº 8 de Bruckner, qui prend en compte l'histoire, la construction musicale, le sens esthétique et la performance de cette œuvre. Il a aussi publié la première version moderne de la Symphonie nº 4 de Bruckner, datant de 1888, pour l'édition des œuvres complètes de Bruckner en 2004. Cette version de la symphonie a été interprétée dans le monde entier, aussi bien aux États-Unis qu'en Allemagne, en Angleterre, au Japon et en Autriche. 
En 2010, le professeur Korstvedt a obtenu la médaille d'honneur Julio Kilenyi pour ses travaux permettant une meilleure compréhension et une meilleure appréciation de la musique de Bruckner. Il est maintenant président de la Société américaine Anton Bruckner. S'étant aussi intéressé à la musique de Joseph Haydn, il est devenu vice-président de la Société Joseph Haydn d'Amérique du nord. Il travaille actuellement notamment sur Franz Schubert, Johannes Brahms et Richard Wagner. 
Son enseignement explore l'histoire et la culture musicales depuis le XVIIe jusqu'au XXe siècle, et tente de développer des procédés critiques pour faire des liens entre la musique et ses différents contextes culturels, autour des répertoires classique et romantique, aussi bien que du modernisme musical de 1885 à 1945. 
Parmi ses collaborateurs, on peut citer notamment Jiro Tanaka et Andrea Lepage.

## Sélection de publications
- Listening for utopia in Ernst Bloch's musical philosophy, Cambridge, Cambridge University Press, 2010.
- Anton Bruckner: IV symphonie Es-dur, fassung von 1888, Anton Bruckner sämtliche werke, Musikwissenschaftlicher Verlag, Vienne, 2004.
- Anton Bruckner: symphony no. 8, Cambridge Music Handbooks, Cambridge University Press, 2000.